# Chahār Ţāq Bon
Chahār Ţāq Bon (persiska: چهار طاق بن) är en ort i Iran.   Den ligger i provinsen Mazandaran, i den norra delen av landet, 170 km nordost om huvudstaden Teheran. Antalet invånare är 452.
Terrängen runt Chahār Ţāq Bon är platt. Runt Chahār Ţāq Bon är det ganska tätbefolkat, med 111 invånare per kvadratkilometer. Närmaste större samhälle är Sari, 10,8 km sydost om Chahār Ţāq Bon. Runt Chahār Ţāq Bon är det i huvudsak tätbebyggt.